# Nesioneta pacificana
Nesioneta pacificana là một loài nhện trong họ Linyphiidae.
Loài này thuộc chi Nesioneta. Nesioneta pacificana được Lucien Berland miêu tả năm 1935.